# Konfektion
Ej att förväxla med konfekt.

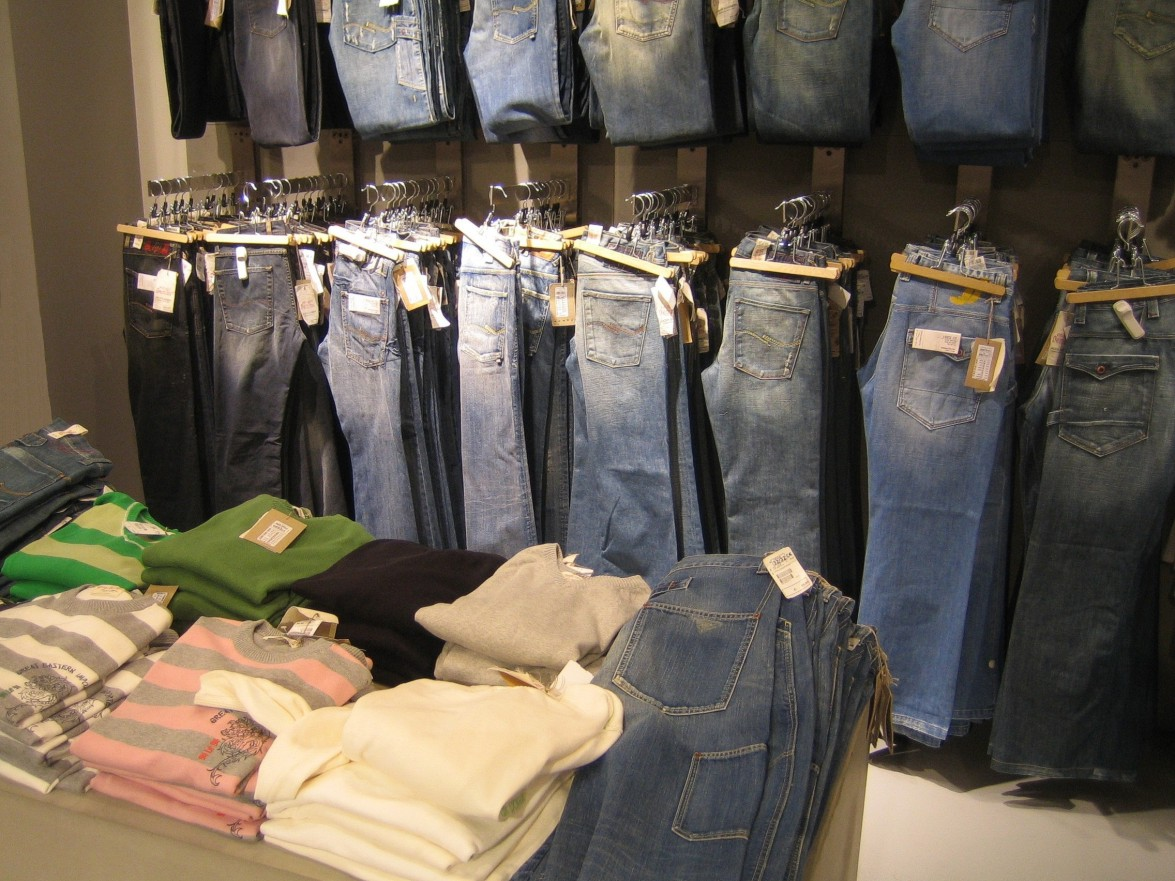
Konfektionskläder

Konfektion är färdigsydda kläder tillverkade på fabrik inom textilindustrin, till skillnad från skräddarsydda kläder.
Skräddarsydda kläder anpassas efter individens kroppsmått och behov, medan konfektionskläder tillverkas i ett storlekssystem som bygger på statistiska mätningar och genomsnittsberäkningar. Det är av gemensamt intresse för kunder och tillverkare att kunna använda ett pålitligt storlekssystem, men i praktiken är variationerna stora mellan olika klädesplagg med samma storleksbeteckning.

## Historia
Före 1800-talet var handeln med färdigsydda kläder mycket begränsad. Det första varuhuset med konfektionskläder öppnade i Paris 1824. I Sverige blev butikshandel med konfektionskläder tillåten efter en lagändring 1834.
Det var inte minst med symaskinen, vilken blev vanligare från 1850-talet och framåt, som det började få en industriell nivå. Idag köper de flesta människor konfektionskläder även om skräddarsydda kläder fortfarande förekommer.